# Zelotibia mitella
Zelotibia mitella Russell-Smith & Murphy, 2005 è un ragno appartenente alla famiglia Gnaphosidae.

## Etimologia
Il nome della specie deriva dal termine latino mitella che indicava un copricapo femminile a guisa di fascia arrotolata sul capo, in riferimento alla forma del vestibolo epiginale delle femmine, simile ad un cappuccio.

## Caratteristiche
L'olotipo maschile rinvenuto ha lunghezza totale è di 5,20mm; la lunghezza del cefalotorace è di 2,16mm; e la larghezza è di 1,60mm.

## Distribuzione
La specie è stata reperita nel Congo: l'olotipo maschile è stato rinvenuto nella località di Bugesera, situata nei monti di Bihara.

## Tassonomia
È la specie tipo del genere Zelotibia.
Al 2016 non sono note sottospecie e dal 2005 non sono stati esaminati nuovi esemplari.